# North Caldwell
North Caldwell és una població dels Estats Units a l'estat de Nova Jersey. Segons el cens del 2007 tenia 7.092 habitants.

## Demografia
Segons el cens del 2000, North Caldwell tenia 7.375 habitants, 2.070 habitatges, i 1.834 famílies. La densitat de població era de 952,3 habitants/km².
Dels 2.070 habitatges en un 42% hi vivien nens de menys de 18 anys, en un 80,5% hi vivien parelles casades, en un 5,9% dones solteres, i en un 11,4% no eren unitats familiars. En el 9,6% dels habitatges hi vivien persones soles el 4,8% de les quals corresponia a persones de 65 anys o més que vivien soles. El nombre mitjà de persones vivint en cada habitatge era de 3,02 i el nombre mitjà de persones que vivien en cada família era de 3,23.
Per edats la població es repartia de la següent manera: un 23,1% tenia menys de 18 anys, un 8,7% entre 18 i 24, un 31% entre 25 i 44, un 26,4% de 45 a 60 i un 10,9% 65 anys o més.
L'edat mediana era de 37 anys. Per cada 100 dones de 18 o més anys hi havia 124,2 homes.
La renda mediana per habitatge era de 117.395 $ i la renda mediana per família de 125.465 $. Els homes tenien una renda mediana de 87.902 $ mentre que les dones 47.904 $. La renda per capita de la població era de 48.249 $. Aproximadament el 0,8% de les famílies i l'1,2% de la població estaven per davall del llindar de pobresa.

## Poblacions més properes
El següent diagrama mostra les poblacions més properes.